# ایالت کایین
ایالت کایین (به Latin (disambiguation): Kayin State) یک ایالت در میانمار است که جنوب آن واقع شده‌است. مرکز این ایالت شهر پا-آن است.

## خصوصیات
ایالت کایین ۳۰٬۳۸۳ کیلومترمربع مساحت و ۱٬۷۳۳٬۲۸۱ نفر جمعیت دارد.